# Castle Freak
Castle Freak is een Amerikaanse direct-to-video horrorfilm uit 1995, geregisseerd door Stuart Gordon. De acteur Jeffrey Combs die John Reilly portretteert, is een Amerikaanse herstellende alcoholist die een Italiaans kasteel erft als een verre verwant overlijdt.

## Synopsis
John Reilly en zijn vrouw Susan zijn een stel in relatieproblemen en komen met hun hun blinde tienerdochter Rebecca naar Italië om een 12e-eeuws kasteel te bezoeken dat ze hebben geërfd. Al snel worden ze geplaagd door onverklaarbare geluiden, mysterieus gebroken voorwerpen en de beweringen van de dochter van een onbekende nachtelijke bezoeker van haar slaapkamer. Wanneer de huishoudster en een plaatselijke prostituee worden ontdekt en op brute wijze worden vermoord in de kerker van het kasteel, moet John het geheim van het kasteel ontsluiten om zichzelf te redden uit de gevangenis en zijn familie te redden voor de geheime bewoner van het kasteel.

## Rolverdeling
| Acteur             | Personage                     |
| ------------------ | ----------------------------- |
| Jeffrey Combs      | John Reilly                   |
| Barbara Crampton   | Susan Reilly                  |
| Jessica Dollarhide | Rebecca "Becky" Reilly        |
| Jonathan Fuller    | Giorgio D'Orsino (de "Freak") |
| Massimo Sarchielli | Officier Giannetti            |
| Luca Zingaretti    | Agent Forte                   |
| Elisabeth Kaza     | Agnese                        |
| Raffaella Offidani | Sylvana                       |
| Helen Stirling     | Hertogin D'Orsino             |